# Paul Hans Eberhard
Paul Hans Eberhard (* 30. Oktober 1917 in Bülach; † 4. September 1983 in Küsnacht) war ein Schweizer Bobsportler. Er gewann zusammen mit Fritz Feierabend die Silbermedaille im Zweierbobfahren bei den Olympischen Winterspielen 1948 in St. Moritz.
Eberhard erreichte auch den achten Platz im Viererbobfahren zusammen mit Franz Kapus, Bernhard Schilter und Werner Spring. Er  war einer der Gründungsmitglieder und der erste Präsident des Zürcher Bob-Clubs von 1947 bis 1950.